# Gare de Basècles-Carrières
Ne doit pas être confondu avec Gare de Basècles.
La gare de Basècles-Carrières est une gare ferroviaire belge, fermée, de la ligne 78, de Saint-Ghislain à Tournai, située à Basècles, section de la commune de Belœil dans la province de Hainaut en région wallonne.
Mise en service en 1870 par l'administration des chemins de fer de l'État belge, elle est totalement fermée en 1993.

## Situation ferroviaire
Établie à 44 mètres d'altitude, la gare de Basècles-Carrières est située au point kilométrique (PK) 15,988 de la ligne 78, de Saint-Ghislain à Tournai, entre les gares de Blaton et de Péruwelz. Elle se situe à moins d'un kilomètre de l’ancienne bifurcation avec la ligne 86, de Basècles-Carrières à De Pinte.

## Histoire
La « station de Basècles (Carrières) » est mise en service, uniquement pour les voyageurs, le 1er août 1870 par l'Administration des chemins de fer de l'État belge qui a repris l'exploitation de la ligne le 25 avril 1870.
Le simple arrêt voyageurs devient la « gare de Bassècles-Carrières », le 10 octobre 1876, lorsqu'elle est ouverte au service des marchandises (tarif 3) en provenance ou à destination des usines reliées à la gare par une ligne privée dénommée « Chemin de fer des Carrières de Basècles », construite et exploitée par la « Société Bernard-Trivier, Ch. Vincent fils et Cie ». En 1887, elle est ouverte au tarif 4 du service des marchandises.
Le 6 août 1885, dans la station de Mons, s'est déroulée l'adjudication pour la construction d'un bâtiment des recettes au prix de 17 982,43 francs.
En 1987, la gare est fermée aux marchandises et transformée en point d'arrêt, sans personnel, pour le service des voyageurs. Elle est fermée aux services ferroviaires, par la Société nationale des chemins de fer belges (SNCB), le 10 septembre 1993.

## Patrimoine ferroviaire
Le bâtiment de la gare est détruit en 1986, plus exactement en septembre 1985, seuls subsistent le passage à niveau et les deux quais.